# 後藤邦夫
後藤 邦夫（ごとう くにお、1929年4月20日 - ）は、日本の化学者。大阪工業大学名誉教授。工学博士（大阪府立大学）。元応用化学教室担当。
専門は、工業化学・材料化学、高分子化学。

## 略歴
1962年大阪府立大学（現：大阪公立大学）大学院工学研究科応用化学専攻にて、工学博士（大阪府立大学）。大阪工業大学工学部応用化学科助教授として着任し、応用化学教室を担当。1966年高分子化学専門の第4研究室（現：高分子材料化学研究室）を主催し、その後の高分子材料の研究・発展に貢献した。同学科教授を経て、1997年大阪工業大学名誉教授。
大阪工業大学工学部応用化学科にて35年以上の長きに渡り教鞭を執り、1958年の同学科開設後の初期の応用化学（特に、材料化学・高分子化学）研究・育成に貢献した。2010年春の叙勲で、瑞宝中綬章を受章。
主な所属学会は、日本化学会、高分子学会、日本ゴム協会。主な受賞は、日本ゴム協会優秀論文賞(1966/1970) 。主な著書は、プラスチックおよびゴム用添加剤実用便覧（共著、化学工業社1970、学術書）、高分子およびゴム用添加剤の進歩（単著、化学工業社1976、学術書）。

## 主な研究
- プラスチック改質の方向について
- ゴムと熱可塑性樹脂のブレンドに関する研究：大阪市立大学との共同研究[7]
- 高分子のメカノケミカル反応[8]
- 新機能高分子材料に関する研究
- ポリ塩化ビニルの熱安定化に対するポリ酢酸ビニル部分けん化物と複合系金属石けんとの相乗効果[9]
- ポリマーブレンドに関する研究
- 3-メチルチオフェンの電解重合：松下電器産業（現：パナソニック）との共同研究[10]
- Grayanotoxin IIIのアセチル化におけるヒドロキシル基の反応性[11]